# Razias tártaras en Europa Oriental
Durante tres siglos, el kanato de Crimea y la Horda de Nogái llevaron a cabo razias o incursiones en pos de esclavos en las tierras eslavas de Moscovia (y su sucesora, Rusia) y la unión Polaco-Lituania además de otros principados menores vecinos. Estas razias empezaron después de que Crimea surgiera como potencia independiente aproximadamente en 1441 y duraron hasta la que la península pasó a control ruso en 1774.
Su propósito principal fue la captura de esclavos, que en su mayoría eran exportados al mercado otomano de esclavos en Constantinopla u otros lugares de Oriente Medio. Las incursiones supusieron una pérdida de recursos humanos y económicos en Europa oriental, despoblando los "Campos Salvajes" – la estepa y bosque desde cien millas al sur de Moscú hasta el mar Negro que ahora contiene la mayoría de la población rusa y ucraniana. Las campañas también jugaron una función importante en el desarrollo de la comunidad cosaca como grupo étnico de frontera.
Las estimaciones del número de personas afectadas varían: el historiador polaco Bohdan Baranowski estimaba que en el siglo XVII la República de las Dos Naciones (actuales Polonia, Ucrania y Bielorrusia) perdió una media de 20.000 habitantes al año y hasta un millón en todos los años entre 1474 y 1694. Mijaíl Jodarkovski estima que fueron abducidas entre 150.000 y 200.000 personas en Rusia en los primeros 50 años del siglo XVII.

## Causas

### Factores económicos

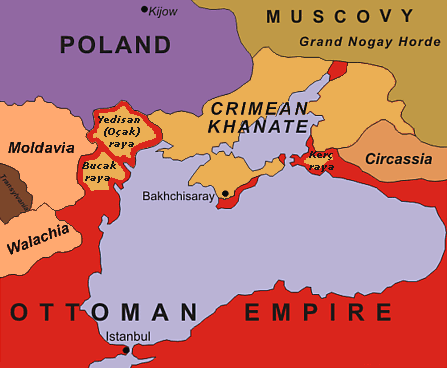
El kanato de Crimea sobre 1600. Las áreas marcadas como Polonia y, especialmente, Moscovia corresponden a reclamaciones más que a un control efectivo.

La mayoría de las incursiones tuvieron lugar en territorio de las actuales Rusia y Ucrania – tierras entonces divididas entre Moscovia y Lituania – con algunas en Moldavia y Circasia (Cáucaso septentrional). Una parte considerable de la población masculina de Crimea participó en estas campañas.
El objetivo económico principal era el botín, en materias y esclavos. Estos bienes de comercio humanos eran mayoritariamente vendidos al Imperio otomano, con una minoría quedándose en Crimea. Según la Encyclopædia Britannica, «se sabe que por cada esclavo vendido en el mercado por los crimeos, mataron a muchas otras personas durante sus incursiones y un par más murieron de camino al mercado de esclavos». El mercado para el tráfico de esclavos fue Caffa, que desde 1475 era parte de una franja costera de Crimea en manos otomanas. En la década de 1570 se vendían al año cerca de 20 000 esclavos en Caffa.
El mercado de esclavo principal era Caffa, en manos otomanas desde 1475. La ciudad era un puesto avanzado del Imperio otomano con una fuerte guarnición de jenízaros y artillería. Además de en Caffa, los esclavos eran vendidos en Karasubazar, Tuzleri, Bajchisarái y Jazleve. Los comerciantes de esclavos eran de origen turco, árabe, griego, armenio, judío y de otros lugares del imperio y pagaban impuestos al kan crimeo y al pachá turco a cambio de participar en el mercado. En Caffa se llegaron a vender hasta 30 000 esclavos, mayoritariamente de Moscovia y la República de las Dos Naciones. Los esclavos rutenos eran ligeramente más valiosos que los moscovitas dado que los segundos solían ser considerados menos confiables y más propensos a huir.
En Crimea era una de las fuentes de ingresos del kan, que recibía una parte (savğa) de 10% o 20% sobre la "cosecha de la estepa". En Caffa y los mercados otomanos se cobraba un impuesto de una quinta parte de las compraventas o "pençik". Esta tributación se basaba en las aleyas del Corán, según los cuales una quinta parte de los despojos de la guerra pertenecían a Alá, al Profeta y a su familia, a los huérfanos, a los necesitados ya los peregrinos. La parte del kan crimeo sufrió modificaciones al adaptarse a la costumbre mongola, que daba un décimo del botín de guerra al soberano.

### Factores políticos

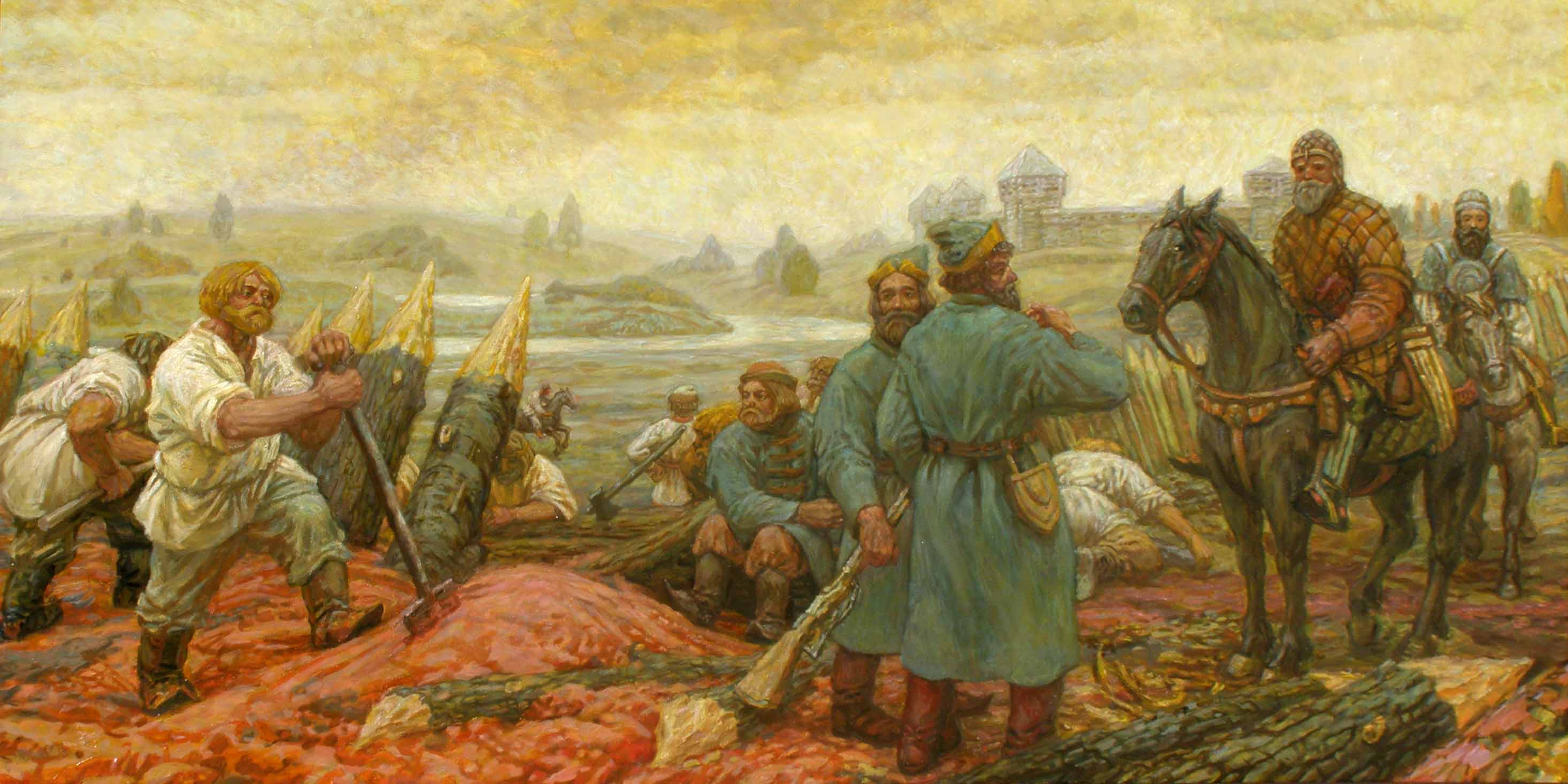
Gran frontera del Abatis de Max Presnyakov (2010). La frontera del Abatis fue una línea creada por Rusia para protegerse de los incursores tártaros que seguían la ruta Muravsky hacia el sur del país.

El kanato de Crimea se escindió de la Horda de Oro en 1441. Cuándo la Horda llegó a su fin en 1502 desapareció el colchón entre el nuevo estado crimeo y sus vecinos del norte. Los kanes aprovecharon los conflictos entre Lituania y Moscú, aliándose alternativamente con uno y otro como justificación para atacar el opuesta. 
A principios de este periodo, el kanato de Crimea y el Gran Ducado de Moscú se encontraban separados por casi 700 millas de praderas poco pobladas conocidas como Campos Salvajes. El río Oká, 40 millas al sur de Moscú, era la principal y última línea de defensa, guardada por la Beregovaya Sluzhba ("servicio de riberas"). Esta guarnición continuó incluso después de la construcción de la línea Belgorod más al sur. Sus tropas raramente cruzaban el Oka, incluso cuándo se producían ataques masivos en las fortalezas al sur.
Entre Moscovia y Crimea había tres rutas principales, usadas por los incursores. Para evitar vados generalmente se seguían las tierras altas entre las cuencas de ríos.

## Historia
La primera redada importante tuvo lugar en 1468 en la frontera sur-oriental de Polonia.
Durante la guerra ruso-lituana de 1500–1506 los crimeos eran aliados de Rusia y se adentraron profundamente en Lituania. Las relaciones entre crimeos y rusos pronto se deterioraron, comenzando las incursiones en Moscovia en 1507. Entre 1510 y 1513 se multiplicaron las correrías tártaras de los ejércitos del Kanato de Crimea en el principado de Moldavia que devastaron el país hasta Iași e hicieron copiosos cautivos que sometieron a esclavitud; consecuencia de esto fue el aumento del número de pueblos con habitantes moldavos en Transnistria, en el Yedisán. 
Para protegerse, los moscovitas construyeron en la década de 1560 las fortalezas de Oriol, Novosil y Dankov. El kan crimeo Devlet I Giray arrasó Moscú durante su campaña de 1571. Las crónicas contemporáneas hablan de hasta 80.000 víctimas de la invasión de ese año, con 150.000 rusos tomados como cautivos. Iván el Terrible, habiendo sido informado de que el ejército crimeo se acercaba Moscú, huyó de Moscú refugiándose en Kolomna con su oprichniks. Después de arrasar Moscú, Devlet Giray, con respaldo del Imperio otomano, invadió Rusia de nuevo en 1572. La fuerza combinada de tártaros y turcos fue, sin embargo, derrotada en la batalla de Molodi. En julio–agosto, una horda tártara de 120.000 soldados fue derrotada finalmente por el ejército ruso, dirigido por los príncipes Mijaíl Vorotynski y Dmitri Jvorostinin. En las décadas siguientes los moscovitas crearon nuevas posiciones de defensa al sur. En las décadas de 1580 y 1590 se fundan Livni, Vorónezh, Yelets, Kromy y la avanzadilla meridional de Bélgorod. La mayoría de los colonos de estas nuevas ciudades eran gentes del servicio y otras personas atraídas por el gobierno al servicio militar.
En 1620, fuerzas tártaras participaron en la batalla de Cecora donde contribuyeron a la victoria aplastante de los turcos sobre los polacolituanos.
En 1633 tuvo lugar la última incursión de crimeos y nogais contra Moscovia que llegó hasta la línea del Oká. Desde 1634 a 1670, la presión de los calmucos desde oriente comenzó a erosionar el poder nogai y la expansión rusa hacia el sur llegó a amenaza Azov, otro puerto otomano clave. Ante la evidencia de que la antigua línea de defensa en el Oká (también conocida como línea de Tula o zaséchnaya chertá) no detenía las incursiones tártaras y otomanas y ante la necesidad de proteger a los colonos rusos que se habían instalado al sur de la misma, se crearon nuevas fortificaciones. Por ello, en 1636 se iniciaría la construcción de la nueva línea de Bélgorod, que ocuparía los siguientes veinte años, y que estaría formada por Ojtyrka (1654), Olshán (1645), Volni kurgán (1640), Jomtyzhsk (1640), Kárpov (1646), Bóljov (Bóljovets, 1646), Korocha (1638), Yáblonov (1637), Tsariov-Alekséyev (1637), Verjososensk (1637), Userd (1641) y Ostrogozhsk (1652), entre otras. Más tarde la línea se adelantaría a Tambov, donde se unía a la línea de Simbirsk, construida en los mismos años. Mientras que la zona occidental se poblaba con inmigrantes voluntarios, la zona oriental se poblaba con inmigrantes militares forzosos de más al norte.
La amenaza tártara siguió aun así activa, especialmente en la zona occidental. En 1672 el kan Selim I Giray se sumó al ejército otomano durante la guerra polaco–turca (1672–76) que terminó con la conquista de Bar y el establecimiento del eyalato de Podolia. Durante 1672-1676 y 1683-1699 Polonia-Lituania, con apoyo Habsburgo desde Austria y Hungría, se enfrentó a turcos y crimeos para revertir la conquista de Podolia. La última incursión en Hungría tuvo lugar en 1717 durante otra guerra austroturca. La conclusión de dichas guerras con la paz de Karlowitz (1699) y el  tratado de Passarowitz (1718) marcó el comienzo del declive turco también en occidente.
Igualmente, en las estepas orientales rusos y calmucos fueron obteniendo progresivamente más éxitos, como en 1711 cuando una victoria ruso-calmuca liberó más de 20.000 cautivos. Durante la Guerra ruso-turca de 1736-1739 Azov fue finalmente  ocupado por los rusos. En 1769, una última razia tártara durante la siguiente guerra ruso-turca, vio la captura de 20.000 esclavos. Sin embargo, la victoria final rusa en dicha guerra trajo el protectorado ruso sobre Crimea y el final de la influencia otomana en el norte del mar Negro. Si bien el kanato de Crimea no fue anexionado hasta 1786 y el imperio otomano desencadenó una nueva guerra por ello, el nuevo conflicto acabó con otra victoria rusa. El poder turco experimentó en los siglos XVIII y XIX una decadencia frente al ascensor ruso en la escena internacional.

## Consecuencias

### En Crimea
Esclavos y libertos llegaron a suponer el 75% de la población crimea. Así, en el siglo XVII el autor otomano  Evliya Çelebi calculaba que había 400.000 esclavos en Crimea frente a apenas 187.000 musulmanes libres.
Los ingresos de la captura y venta de esclavos fueron una de las fuentes de poder del kan, así como de los nobles bajo su autoridad. El declive del comercio de esclavos que siguió al tratado de Karlowitz fue uno de los factores la erosión de su autoridad y de la decadencia del kanato en el siglo XVIII.

### En tierras eslavas
Las razias tártaras fueron una de las causas de la baja población de los Campos Salvajes, hoy en día una de las zonas más pobladas de Rusia y Ucrania:

Lo que hacía los "Campos Salvajes" tan prohibitivo eran los tártaros. Año tras año, sus rápidas partidas barrían las ciudades y aldeas para saquear, matar a viejos y débiles y conducir a miles de cautivos a ser vendidos como esclavos en el puerto crimeo de Caffa, ciudad tildada por los rusos de "vampiro que bebe la sangre de Rus"... Por ejemplo de 1450 a 1586, se registran ochenta y seis incursiones y de 1600 a 1647, setenta. Aunque las estimaciones del número de cautivos por incursión llegan hasta 30.000, la media se encuentra cerca de 3000... Solo en Podolia un tercio de las aldeas fueron saqueadas o abandonadas entre 1578 y 1583.
Orest Subtelny

.
Políticamente, la escasa población y el escaso control efectivo por parte de las autoridades centrales de Cracovia y Moscú permitieron el desarrollo de comunidades cosacas autónomas en las inhóspitas tierras fronterizas. Así desde mediados del siglo XVI destaca el Sich de Zaporozhia, de una hueste autónoma de cosacos en el Abatis que no fue incorporada en los dominios imperiales rusos hasta la supresión final del kanato crimeo.
Además del impacto demográfico, el largo conflicto dejó una huella cultural. Michalon Litvin describió Caffa en 1615 como "un insaciable y anárquico abismo, bebiendo nuestra sangre." Además de la mala comida, agua, ropa y refugio, los esclavos eran sometidos a abuso y trabajos agotadores. Según Litvin "los esclavos más fuertes eran castrados, otros veían sus narices y orejas cortados y eran marcados en la frente o mejilla. Por el día eran atormentados con trabajo forzado y por la noche mantenidos en mazmorras."
Las referencias a los sufrimientos de los cautivos cristianos en tierras tártaras fueron un motivo frecuente en la cultura de las estepas.